# 인디애나폴리스 아이스
| 인디애나폴리스 아이스   |                                                                                               |
| 콘퍼런스                | -                                                                                             |
| 디비전                  | 웨스턴 디비전 (1999년~2000년) 이스턴 디비전 (2000년~2001년) 노스이스트 디비전 (2001년~2004년) |
| 설립연도                | 1998년 1999년(CHL 가입)                                                                       |
| 해체연도                | 2004년                                                                                        |
| 역사                    | 인디애나폴리스 아이스 (1998년~2004년)                                                         |
| 경기장                  | 펩시 콜리시엄                                                                                 |
| 연고지                  | 인디애나주 인디애나폴리스                                                                     |
| 상징색                  | 검정, 회색, 보라                                                                              |
| 정규시즌 우승           | -                                                                                             |
| 콘퍼런스 우승           | -                                                                                             |
| 디비전 우승             | 1 (2003)                                                                                      |
| 레이 미론 프레지던트 컵 | 1 (2000)                                                                                      |
| 영구 결번               | -                                                                                             |

인디애나폴리스 아이스(Indianapolis Ice)는 미국 인디애나주 인디애나폴리스를 연고지로 하는 1999년부터 2004년까지 CHL 소속 아이스 하키팀이 있었다.

## 역대 홈경기장
| 경기장                | 사용기간      | 수용인원 | 장소                      | 비고 |
| --------------------- | ------------- | -------- | ------------------------- | ---- |
| 인디애나폴리스 아이스 |               |          |                           |      |
| 마켓 스퀘어 아레나    | 1988년~1999년 | 15,993명 | 인디애나주 인디애나폴리스 | 빈칸 |
| 펩시 콜리시엄         | 1999년~2004년 | 6,300명  | 인디애나주 인디애나폴리스 | 빈칸 |